# Хиросимский ботанический сад
Хироси́мский ботани́ческий сад (яп. 広島市植物公園 Хиросима-си сёкубуцу ко:эн) — ботанический сад, расположенный на западе острова Хонсю, в районе Саэки в Хиросиме (Япония).

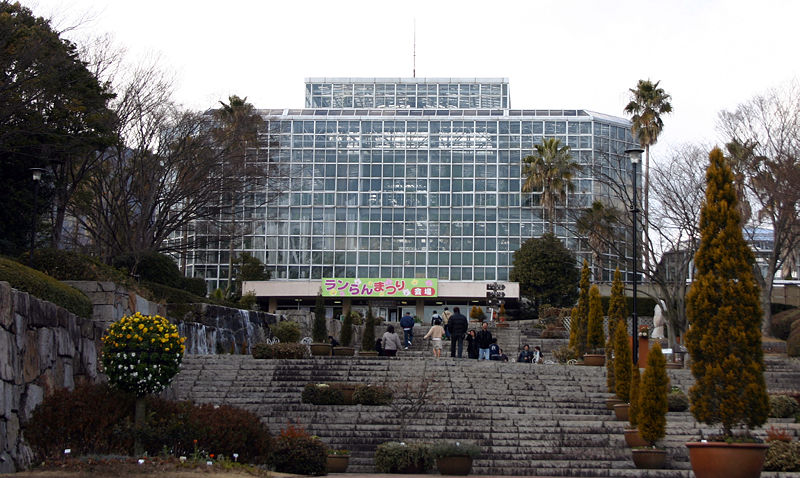
Ботанический сад, Хиросима

Ботанический сад в Хиросиме был разбит на холме с видом на Внутреннее Японское море. Открыт для публики 3 ноября 1976 года.
Со времени основания к коллекции экзотических растений ботанического сада добавилось собрание эндемичных растений. Сад владеет коллекцией растений всех частей света, демонстрируемых как на открытом пространстве, так и в павильонах. Здесь разводят также несколько японских классических садовых растений, таких как Утреннее сияние (Ipomoea violacea L.) и Первоцвет японский (Primula japonica A.Gray).
Ботанический сад занимает территорию около 18,3 га и содержит около 234 000 растений 11 400 таксонов.
Сотрудники сада проводят познавательные экскурсии, повышающие уровень знаний посетителей о жизни растений. Экскурсии включают посещение научно-исследовательской лаборатории, хранилища, павильона с бегониями, павильона с фуксиями, филогенетического сада, сада камней, японского сада и сада камелий. В шести теплицах растут тропические и субтропические растения: кувшинки, фуксии, орхидеи, кактусы и бегонии. Ботанический сад помогает студентам в реализации научных проектов. В саду обитает также более 50 видов птиц.